# Grande Prêmio do Canadá
O Grande Prêmio do Canadá é uma corrida que foi disputada pela primeira vez em 1961, sendo disputado pela última vez em 2024. Em 2009 não foi disputado, retornando ao calendário da Fórmula 1 em 2010.

## Circuitos utilizados

Mosport Park
Mont-Tremblant
Gilles Villeneuve

## Grande Prêmio do Canadá
O fundo rosa indica que a prova não fez parte do Mundial de Fórmula 1.

### Vencedores por ano
| Ano                                                    | Piloto             | Chassi/Motor                | Local          | Resumo   |
| ------------------------------------------------------ | ------------------ | --------------------------- | -------------- | -------- |
| 1961                                                   | Peter Ryan         | Team Lotus-Climax           | Mosport Park   | Detalhes |
| 1962                                                   | Masten Gregory     | Team Lotus-Climax           | Mosport Park   | Detalhes |
| 1963                                                   | Pedro Rodríguez    | Ferrari                     | Mosport Park   | Detalhes |
| 1964                                                   | Pedro Rodríguez    | Ferrari                     | Mosport Park   | Detalhes |
| 1965                                                   | Jim Hall           | Chaparral-Chevrolet         | Mosport Park   | Detalhes |
| 1966                                                   | Mark Donohue       | Lola-Chevrolet              | Mosport Park   | Detalhes |
| 1967                                                   | Jack Brabham       | Brabham-Repco               | Mosport Park   | Detalhes |
| 1968                                                   | Denny Hulme        | McLaren-Ford                | Mont-Tremblant | Detalhes |
| 1969                                                   | Jacky Ickx         | Brabham-Ford                | Mosport Park   | Detalhes |
| 1970                                                   | Jacky Ickx         | Ferrari                     | Mont-Tremblant | Detalhes |
| 1971                                                   | Jackie Stewart     | Tyrrell-Ford                | Mosport Park   | Detalhes |
| 1972                                                   | Jackie Stewart     | Tyrrell-Ford                | Mosport Park   | Detalhes |
| 1973                                                   | Peter Revson       | McLaren-Ford                | Mosport Park   | Detalhes |
| 1974                                                   | Emerson Fittipaldi | McLaren-Ford                | Mosport Park   | Detalhes |
| Cancelado em 1975 por motivos financeiros              |                    |                             |                |          |
| 1976                                                   | James Hunt         | McLaren-Ford                | Mosport Park   | Detalhes |
| 1977                                                   | Jody Scheckter     | Wolf-Ford                   | Mosport Park   | Detalhes |
| 1978                                                   | Gilles Villeneuve  | Ferrari                     | Montreal       | Detalhes |
| 1979                                                   | Alan Jones         | Williams-Ford               | Montreal       | Detalhes |
| 1980                                                   | Alan Jones         | Williams-Ford               | Montreal       | Detalhes |
| 1981                                                   | Jacques Laffite    | Ligier-Matra                | Montreal       | Detalhes |
| 1982                                                   | Nelson Piquet      | Brabham-BMW                 | Montreal       | Detalhes |
| 1983                                                   | René Arnoux        | Ferrari                     | Montreal       | Detalhes |
| 1984                                                   | Nelson Piquet      | Brabham-BMW                 | Montreal       | Detalhes |
| 1985                                                   | Michele Alboreto   | Ferrari                     | Montreal       | Detalhes |
| 1986                                                   | Nigel Mansell      | Williams-Honda              | Montreal       | Detalhes |
| Cancelado em 1987 por disputas comerciais              |                    |                             |                |          |
| 1988                                                   | Ayrton Senna       | McLaren-Honda               | Montreal       | Detalhes |
| 1989                                                   | Thierry Boutsen    | Williams-Renault            | Montreal       | Detalhes |
| 1990                                                   | Ayrton Senna       | McLaren-Honda               | Montreal       | Detalhes |
| 1991                                                   | Nelson Piquet      | Benetton-Ford               | Montreal       | Detalhes |
| 1992                                                   | Gerhard Berger     | McLaren-Honda               | Montreal       | Detalhes |
| 1993                                                   | Alain Prost        | Williams-Renault            | Montreal       | Detalhes |
| 1994                                                   | Michael Schumacher | Benetton-Ford               | Montreal       | Detalhes |
| 1995                                                   | Jean Alesi         | Ferrari                     | Montreal       | Detalhes |
| 1996                                                   | Damon Hill         | Williams-Renault            | Montreal       | Detalhes |
| 1997                                                   | Michael Schumacher | Ferrari                     | Montreal       | Detalhes |
| 1998                                                   | Michael Schumacher | Ferrari                     | Montreal       | Detalhes |
| 1999                                                   | Mika Häkkinen      | McLaren-Mercedes            | Montreal       | Detalhes |
| 2000                                                   | Michael Schumacher | Ferrari                     | Montreal       | Detalhes |
| 2001                                                   | Ralf Schumacher    | Williams-BMW                | Montreal       | Detalhes |
| 2002                                                   | Michael Schumacher | Ferrari                     | Montreal       | Detalhes |
| 2003                                                   | Michael Schumacher | Ferrari                     | Montreal       | Detalhes |
| 2004                                                   | Michael Schumacher | Ferrari                     | Montreal       | Detalhes |
| 2005                                                   | Kimi Räikkönen     | McLaren-Mercedes            | Montreal       | Detalhes |
| 2006                                                   | Fernando Alonso    | Renault                     | Montreal       | Detalhes |
| 2007                                                   | Lewis Hamilton     | McLaren-Mercedes            | Montreal       | Detalhes |
| 2008                                                   | Robert Kubica      | BMW Sauber                  | Montreal       | Detalhes |
| Cancelado em 2009                                      |                    |                             |                |          |
| 2010                                                   | Lewis Hamilton     | McLaren-Mercedes            | Montreal       | Detalhes |
| 2011                                                   | Jenson Button      | McLaren-Mercedes            | Montreal       | Detalhes |
| 2012                                                   | Lewis Hamilton     | McLaren-Mercedes            | Montreal       | Detalhes |
| 2013                                                   | Sebastian Vettel   | Red Bull Racing-Renault     | Montreal       | Detalhes |
| 2014                                                   | Daniel Ricciardo   | Red Bull Racing-Renault     | Montreal       | Detalhes |
| 2015                                                   | Lewis Hamilton     | Mercedes                    | Montreal       | Detalhes |
| 2016                                                   | Lewis Hamilton     | Mercedes                    | Montreal       | Detalhes |
| 2017                                                   | Lewis Hamilton     | Mercedes                    | Montreal       | Detalhes |
| 2018                                                   | Sebastian Vettel   | Ferrari                     | Montreal       | Detalhes |
| 2019                                                   | Lewis Hamilton     | Mercedes                    | Montreal       | Detalhes |
| Cancelado em 2020 e 2021 devido à Pandemia de COVID-19 |                    |                             |                |          |
| 2022                                                   | Max Verstappen     | Red Bull Racing-Powertrains | Montreal       | Detalhes |
| 2023                                                   | Max Verstappen     | Red Bull Racing-Honda-RBPT  | Montreal       | Detalhes |
| 2024                                                   | Max Verstappen     | Red Bull Racing-Honda-RBPT  | Montreal       | Detalhes |
| 2025                                                   | George Russell     | Mercedes                    | Montreal       | Detalhes |
| Fontes:                                                |                    |                             |                |          |

### Vitórias por piloto
| Total | Piloto             | Vitórias                                 |
| ----- | ------------------ | ---------------------------------------- |
| 7     | Michael Schumacher | 1994, 1997, 1998, 2000, 2002, 2003, 2004 |
| 7     | Lewis Hamilton     | 2007, 2010, 2012, 2015, 2016, 2017, 2019 |
| 3     | Nelson Piquet      | 1982, 1984, 1991                         |
| 3     | Max Verstappen     | 2022, 2023, 2024                         |
| 2     | Pedro Rodríguez    | 1963, 1964                               |
| 2     | Jacky Ickx         | 1969, 1970                               |
| 2     | Jackie Stewart     | 1971, 1972                               |
| 2     | Alan Jones         | 1979, 1980                               |
| 2     | Ayrton Senna       | 1988, 1990                               |
| 2     | Sebastian Vettel   | 2013, 2018                               |
| 1     | Peter Ryan         | 1961                                     |
| 1     | Masten Gregory     | 1962                                     |
| 1     | Jim Hall           | 1965                                     |
| 1     | Mark Donohue       | 1966                                     |
| 1     | Jack Brabham       | 1967                                     |
| 1     | Denny Hulme        | 1968                                     |
| 1     | Peter Revson       | 1973                                     |
| 1     | Emerson Fittipaldi | 1974                                     |
| 1     | James Hunt         | 1976                                     |
| 1     | Jody Scheckter     | 1977                                     |
| 1     | Gilles Villeneuve  | 1978                                     |
| 1     | Jacques Laffite    | 1981                                     |
| 1     | René Arnoux        | 1983                                     |
| 1     | Michele Alboreto   | 1985                                     |
| 1     | Nigel Mansell      | 1986                                     |
| 1     | Thierry Boutsen    | 1989                                     |
| 1     | Gerhard Berger     | 1992                                     |
| 1     | Alain Prost        | 1993                                     |
| 1     | Jean Alesi         | 1995                                     |
| 1     | Damon Hill         | 1996                                     |
| 1     | Mika Hakkinen      | 1999                                     |
| 1     | Ralf Schumacher    | 2001                                     |
| 1     | Kimi Raikkonen     | 2005                                     |
| 1     | Fernando Alonso    | 2006                                     |
| 1     | Robert Kubica      | 2008                                     |
| 1     | Jenson Button      | 2011                                     |
| 1     | Daniel Ricciardo   | 2014                                     |
| 1     | George Russell     | 2025                                     |

### Vitórias por equipe
| Total | Equipe          | Vitórias                                                                          |
| ----- | --------------- | --------------------------------------------------------------------------------- |
| 14    | Ferrari         | 1963, 1964 1970, 1978, 1983, 1985, 1995, 1997, 1998, 2000, 2002, 2003, 2004, 2018 |
| 13    | McLaren         | 1968, 1973, 1974, 1976, 1988, 1990, 1992, 1999, 2005, 2007, 2010, 2011, 2012      |
| 7     | Williams        | 1979, 1980, 1986, 1989, 1993, 1996, 2001                                          |
| 5     | Red Bull Racing | 2013, 2014, 2022, 2023, 2024                                                      |
| 5     | Mercedes        | 2015, 2016, 2017, 2019, 2025                                                      |
| 4     | Brabham         | 1967, 1969, 1982, 1984                                                            |
| 2     | Team Lotus      | 1961, 1962                                                                        |
| 2     | Tyrrell         | 1971, 1972                                                                        |
| 2     | Benetton        | 1991, 1994                                                                        |
| 1     | Chaparral       | 1965                                                                              |
| 1     | Lola            | 1966                                                                              |
| 1     | Wolf            | 1977                                                                              |
| 1     | Ligier          | 1981                                                                              |
| 1     | Renault         | 2006                                                                              |
| 1     | BMW Sauber      | 2008                                                                              |

### Vitórias por país
| Total | País           | Vitórias                                                                           |
| ----- | -------------- | ---------------------------------------------------------------------------------- |
| 14    | Reino Unido    | 1971, 1972, 1976, 1986, 1996, 2007, 2010, 2011, 2012, 2015, 2016, 2017, 2019, 2025 |
| 10    | Alemanha       | 1994, 1997, 1998, 2000, 2001, 2002, 2003, 2004, 2013, 2018                         |
| 6     | Brasil         | 1974, 1982, 1984, 1988, 1990, 1991                                                 |
| 4     | Estados Unidos | 1962, 1965, 1966, 1973                                                             |
| 4     | França         | 1981, 1983, 1993, 1995                                                             |
| 4     | Austrália      | 1967, 1979, 1980, 2014                                                             |
| 3     | Bélgica        | 1969, 1970, 1989                                                                   |
| 3     | Países Baixos  | 2022, 2023, 2024                                                                   |
| 2     | México         | 1963, 1964                                                                         |
| 2     | Canadá         | 1961, 1978                                                                         |
| 2     | Finlândia      | 1999, 2005                                                                         |
| 1     | Nova Zelândia  | 1968                                                                               |
| 1     | África do Sul  | 1977                                                                               |
| 1     | Itália         | 1985                                                                               |
| 1     | Áustria        | 1992                                                                               |
| 1     | Espanha        | 2006                                                                               |
| 1     | Polónia        | 2008                                                                               |

### Recordes de pista
|                       |                  |                 |          |          |      |
| Mosport Park          | País/Piloto      | Chassi/Motor    | Tempo    | Extensão | Ano  |
| Pole position         | Mario Andretti   | Team Lotus-Ford | 1:11.385 | 3.957 km | 1977 |
| Melhor volta na prova | Mario Andretti   | Team Lotus-Ford | 1:13.299 | 3.957 km | 1977 |
|                       |                  |                 |          |          |      |
| Mont-Tremblant        | País/Piloto      | Chassi/Motor    | Tempo    | Extensão | Ano  |
| Pole position         | Jackie Stewart   | Tyrell-Ford     | 1:31.5   | 4.265 km | 1970 |
| Melhor volta na prova | Clay Regazzoni   | Ferrari         | 1:32:2   | 4.265 km | 1970 |
|                       |                  |                 |          |          |      |
| Montreal              | País/Piloto      | Chassi/Motor    | Tempo    | Extensão | Ano  |
| Pole position         | Sebastian Vettel | Ferrari         | 1:10.764 | 4.361 km | 2018 |
| Melhor volta na prova | Valtteri Bottas  | Mercedes        | 1:13.078 | 4.361 km | 2019 |